# كيم (مغنية)
كيم (بالصينية: 金莎) هي مغنية صينية، ولدت في 14 مارس 1983 في شانغهاي في الصين.

## وصلات خارجية
- كيم على موقع IMDb (الإنجليزية)
- كيم على موقع ميوزك برينز (الإنجليزية)
- كيم على موقع ديسكوغز (الإنجليزية)
- كيم على موقع قاعدة بيانات الفيلم (الإنجليزية)